# مطار شيغنان
مطار شيغنان (بالإنجليزية: Sheghnan Airport) (إياتا: SGA، إيكاو: OASN) يقع في أقصى شمال شرق أفغانستان في أعماق سلاسل جبال بامير في مقاطعة بدخشان في أفغانستان. المطار قريب من الحدود مع طاجيكستان. يقع مطار خوروغ في طاجيكستان إلى الشرق وبالتوازي مع مطار شيغنان. يبلغ ارتفاع هذين المطارين 2,000 قدم (0.6 كـم) فقط ويفصل بينهما نهر.

## مرافق
يقع المطار على ارتفاع 6,700 قدم (2,042 م) فوق مستوى سطح البحر . ويملك مدرج واحد مخصص 16/34 بسطح حصى يبلغ 2,635 by 100 قدم (803 م × 30 م).

## روابط خارجية
- تاريخ الحوادث لـ (SGA) على شبكة سلامة الطيران.
- سجل المطار لمطار Sheghnan نسخة محفوظة 23 يونيو 2015 على موقع واي باك مشين. في Landings.com.